# Lim You-hwan
Lim You-hwan est un footballeur sud-coréen né le 2 décembre 1983.